# 塚越稲荷神社
塚越稲荷神社（つかこしいなりじんじゃ）は、埼玉県蕨市の神社。

## 歴史
明応年間（1492年 - 1501年）または1684年（貞享元年）に創建された。勧請したのは「川蔦藤左衛門尉藤原忠勝」と伝えられている。「定正寺」が別当寺であった。定正寺は真言宗の寺院であったが、明治初期の神仏分離により、廃寺に追い込まれた。
当社の社殿は丘の上に築かれているが、これは遥か昔に「玄快」という僧侶が法華経1万部を埋めた経塚と言われている。この故事により当地は「経塚腰村」と呼ばれるようになり、現在の「塚越」という地名の由来となっている。
当社の摂末社として、天神社と機神社が境内に祀られている。

## 文化財
- 塚越稲荷社本殿（蕨市指定文化財）[3]
- 猿田彦大神碑（蕨市指定文化財）[3]
- 天満宮本殿（蕨市指定文化財）[3]
- 木造天神座像（蕨市指定文化財）[3]
- 高橋新五郎遺跡（蕨市指定文化財）[4]
- 定正寺聖観音菩薩立像（蕨市指定文化財）[5]
- 機神社参拝絵馬（蕨市指定文化財）[6]

## 交通アクセス
- 蕨駅より徒歩12分。